# まるどりっ!
『まるどりっ!』は、2007年11月10日から2021年5月29日まで新潟テレビ21 (UX) で放送されていた報道・情報番組。ハイビジョン制作、ステレオ放送。

## 概要
『陽気なトランポリン』の後番組として放送開始。当初は土曜日7時00分からの生放送だったが、2008年10月4日に番組がリニューアルするのに伴い、放送開始時刻が10時35分に変更。2011年4月9日には9時30分からに変更された。
直前枠で放送されている『朝だ!生です旅サラダ』の終了後、9時29分から15秒間の番組予告が流れ、45秒のステーションブレイクを挟んで9時30分から番組本編がスタートする。
2017年10月から、系列キー局テレビ朝日では『題名のない音楽会』（テレビ朝日制作）を本番組放送時間帯の一部である土曜10:00 - 10:30に枠移動することが決まったが、新潟テレビ21では時差ネットに移行するため、本番組に影響はない。

### コーナー
- 「まるどり!Times」：新潟県内の1週間のニュースを振り返り、注目ポイントについてはゲストコメンテーターが解説を加える。
- 「得報アンサー」：報道記者解説による特集。
- 「ズックでいこう 旅してちょうない。」：やまだみつると玉木佑貴子が新潟県内の様々な町内を歩きながら、いろいろな店や地域を紹介。紹介された場所の中から1人を選び、やまだが似顔絵を書いてプレゼントする。また、番組内で紹介された店の商品を、抽選で視聴者にプレゼントする。このコーナーに出てくる「ちょうない君」は体が黄色く、頭に大きい「ち」の文字があり、鈴代わりに「よ」の文字、オレンジ色のタンクトップを着ていて、緑色のスニーカーを履いている。
- 「知っ得っKing」：三河かおりによる料理コーナー。視聴者から寄せられた料理に関する疑問を、県内の料理店の料理人が解決する。また、番組内で紹介された料理店の食事券が抽選で視聴者にプレゼントされる。
- 「松尾の（後に「伴内の」）イチば〜んない!」：月に一回ほど放送。妻のために新潟に住み、そこから東京の仕事に通っていた時期があり、「第二の故郷」と豪語する松尾伴内が、新潟県内の朝市へ出向き、市場の様子やグルメを生中継で紹介する。後述の「出番な〜い?」になってからは不定期コーナーとなる。
- 「何でも挑戦!!伴内の出番な〜い?」：「イチばんな〜い!」に替わる月一コーナー。伴内が生中継で、新潟県の色々な所へ出向いて手伝いをする。
- 「いまどりっ!」:通常の生中継コーナー。主に大島直子や山崎薫子が担当。
- 「美ビっと ヴィーナス」:月一で「知っ得っKing」の代わりに行われるコーナー。三河が美に関する情報を紹介する。
- 「おばあちゃんに一Q入魂→一Q入魂」：毎月第1土曜日に「旅してちょうない。」の代わりに行われる月一コーナー。新潟県南魚沼市（旧塩沢町）出身の鈴木Q太郎（ハイキングウォーキング）が、県内各地のおばあちゃんに会い、御馳走になりながらおばあちゃんの話を聞く。2014年5月放送分からタイトルが「一Q入魂」に改名、Q太郎が県内各地を回って困っている人を探して助ける。スタジオにもQ太郎が登場する。

## 出演者

### 現在の出演者
やまだ以外は全員UXアナウンサー。
- 小山裕久
- 三河かおり
- やまだみつる（似顔絵師）
- 高井瑛子
- ほか

#### コメンテーター
週替りで担当。
- 川村晃司（当時テレビ朝日コメンテーター）

### 過去の出演者
- 大石悠貴 - 『にいがたLive!ナマ+トク』就任のために降板。
- 宮里伸哉
- 小川功二
- 河内友美
- 笠井さやか
- 高橋美穂
- 道岡桃子

## 備考
- 『朝だ!生です旅サラダ』の中継先が新潟県の場合、リポーターのラッシャー板前が続けてこの番組に出演することもある。
- 朝7時枠時代の2008年6月14日は、全米オープンゴルフ中継の為に休止。朝10時35分枠時代の2011年3月12日は、前日に発生した東日本大震災関連の報道特別番組が入った為に番組が臨時で休止となった。2016年4月16日は、同日未明に発生した平成28年熊本地震（本震）関連の報道特別番組が入った為に番組が臨時で休止となった。
- 2011年1月29日、中継先の新潟県妙高市の妙高観光リゾートスキー場で長野朝日放送とのコラボ出演を行った。
- 2011年2月12日放送分の週末コーナーの中で、自動車のフロントガラスに飾り付けをすると内容を紹介したが、視聴者からこの行為が道路交通法違反になるとの指摘を受け、19日放送分で謝罪した。